# Scyllarus kitanoviriosus
Scyllarus kitanoviriosus är en kräftdjursart som beskrevs av Hiroshi Harada 1962. Scyllarus kitanoviriosus ingår i släktet Scyllarus och familjen Scyllaridae. Inga underarter finns listade i Catalogue of Life.